# Andonios Liveralis
Andonios Liveralis (griechisch Αντώνιος Λιβεράλης oder Liberalis Λιμπεράλης, italienischer Name Antonio Liberali; * 1814 in Korfu; † 1842 ebenda) war ein griechischer Dirigent und Komponist der frühen Ionischen Schule.

## Leben
Liveralis war Sohn des italienischen Dirigenten Domenico Liberali und einer der ersten Schüler von Nikolaos Mantzaros; später setzte er seine Studien am Konservatorium San Pietro a Majella in Neapel fort. Als er nach Korfu zurückkehrte, wurde er freudig in den Kreis ‚nationaler‘ Komponisten Korfus aufgenommen, wo ihm ein großes Talent zugesprochen wurde. Er wirkte vor allem als Assistent seines Lehrers Mantzaros, was ihm wenig Zeit für eigene Kompositionen ließ. So gehörte er zu den ersten Lehrern seines jüngeren Bruders Iosif und wirkte als Vizemusikdirektor (Αντιπρόεδρος της Μουσικής) der Philharmonischen Gesellschaft Korfu (Φιλαρμονική Εταιρεία Κερκύρας).
Liveralis’ Kompositionen beschränken sich weitgehend auf Werke kleinerer Formen. So schrieb er eine Reihe von Fest- und Trauermärschen, die in zwei Bänden erschienen. Der Marsch O kambouris (Ο καμπούρης ‚Der Bucklige‘) gelangte zu großer Popularität auf Korfu. Außerdem widmete er sich der Komposition von Klaviermusik und dem Schaffen eines reichen Liedrepertoires. Die Komposition einer einaktigen Oper ist das einzige sicher belegte Bühnenwerk des Komponisten.
Der als Katholik geborene Liveralis trat zum griechisch-orthodoxen Glauben über und nahm den patriotischen Namen Eleftheriadis (Ελευθεριάδης) an. Nach seinem frühen Tod wurde er in einem prachtvollen Begräbnis bestattet, zu dem das Orchester der Philharmonischen Gesellschaft Korfu spielte.